# 上石神井駅
上石神井駅（かみしゃくじいえき）は、東京都練馬区上石神井一丁目にある、西武鉄道新宿線の駅。駅番号はSS13。練馬区最南端の駅である。
上石神井駅管区として、野方駅 - 武蔵関駅間の各駅を管理している。

## 歴史
- 1927年（昭和2年）4月16日 - 開業。
- 1960年代前半頃 - 島式ホーム1面2線を島式ホーム2面3線に変更[2]。
- 1965年（昭和40年）3月7日 - 橋上駅舎が完成する[2]。
- 1993年（平成5年）9月1日 - 自動改札機の使用を開始する。
- 1995年（平成7年）頃 - 南口にエスカレーターが設置される。
- 2004年（平成16年）2月13日 - エレベーターの設置、トイレの移設・改装など、バリアフリー化工事完成[3]。
- 2012年（平成24年）3月2日 - 定期券発売窓口の営業を終了する。

## 駅構造
島式ホーム2面3線の地上駅で、橋上駅舎を有する。
改札内コンコースとホーム、改札外コンコースと南口・北口地上部とをそれぞれ連絡するエレベーターが設置されている。また、南口地上部と改札外コンコースをそれぞれ連絡するエスカレーターも設置されている。
トイレは改札内コンコース（ホーム行エレベーターへの通路部）にあり、「だれでもトイレ」（多機能トイレ）も設置されている。
駅の立体交差化計画があり、立体交差化後は島式ホーム2面4線となる予定。

### のりば
| ホーム | 路線   | 方向 | 行先                   | 備考                    |
| ------ | ------ | ---- | ---------------------- | ----------------------- |
| 1・2   | 新宿線 | 下り | 所沢・本川越・拝島方面 | 2番線は朝・夕のみの使用 |
| 3・4   | 新宿線 | 上り | 高田馬場・西武新宿方面 | 日中の各駅停車は3番線   |

- 下り本線が1番ホーム、上り本線が4番ホームである。2・3番ホームは1つの線路を共用しており、上下線共通の待避線（中線）となっている。よって、中線に入る列車は方向に応じて客扱いを行うホームが変わる。2016年3月26日改正までは3番ホームに特急待避のために朝ラッシュ時の準急が停車していた。2020年3月14日ダイヤ改正から交互発着のためラッシュピーク時の通勤急行1本が3番ホームを使用する。また、2023年3月18日ダイヤ改正後は、急行1本が拝島ライナーの待避をするため、3番ホームを使用する。
- 日中上りの各駅停車は全て3番線を使用する。下りは夕方と土休日朝の多くの各駅停車が2番線を利用する。一部の下り急行は、2番線を利用して特急を待避する。
- 当駅折り返しが2・3番ホームを用いて行われている。2012年6月30日ダイヤ改正で昼間時の準急が廃止されたため、昼間時の当駅折り返し各停は消滅した。ただし、ダイヤが乱れた場合に本来田無駅で折り返す列車が当駅で西武新宿方向に折り返すことがある。また、上石神井車両基地が併設されているため、当駅発着の一部は車庫に回送される(なお、拝島線小平駅終着の一部列車も当駅まで回送される)。
- 朝6本と夜1本の列車は2番ホームから当駅始発として発車する。一部列車は10両編成で運用され、10両固定車の数少ない各駅停車運用である。夜の1本は2019年3月16日のダイヤ改正で設定された列車である。2012年6月のダイヤ改正まで平日の朝2本のみ当駅で増結する列車も設定されていた。高田馬場-当駅間の各駅のホーム有効長は、急行停車駅の鷺ノ宮駅を除き8両編成分となっている。
- 上石神井乗務所が併設されているため、運転士・車掌は当駅で交代する場合がある。

## 利用状況
2024年（令和6年）度の1日平均乗降人員は41,728人であり、西武鉄道全92駅中21位。
近年の1日平均乗降・乗車人員の推移は下表の通り。
| 年度               | 1日平均 乗降人員 | 1日平均 乗車人員 | 出典     |
| ------------------ | ---------------- | ---------------- | -------- |
| 1990年（平成02年） |                  | 22,907           | [ * 1 ]  |
| 1991年（平成03年） |                  | 23,219           | [ * 2 ]  |
| 1992年（平成04年） |                  | 23,142           | [ * 3 ]  |
| 1993年（平成05年） |                  | 22,729           | [ * 4 ]  |
| 1994年（平成06年） |                  | 22,510           | [ * 5 ]  |
| 1995年（平成07年） |                  | 22,669           | [ * 6 ]  |
| 1996年（平成08年） |                  | 22,441           | [ * 7 ]  |
| 1997年（平成09年） | 44,216           | 22,340           | [ * 8 ]  |
| 1998年（平成10年） | 43,719           | 21,989           | [ * 9 ]  |
| 1999年（平成11年） | 43,576           | 21,913           | [ * 10 ] |
| 2000年（平成12年） | 43,419           | 21,805           | [ * 11 ] |
| 2001年（平成13年） | 43,828           | 21,951           | [ * 12 ] |
| 2002年（平成14年） | 43,404           | 21,677           | [ * 13 ] |
| 2003年（平成15年） | 43,727           | 21,833           | [ * 14 ] |
| 2004年（平成16年） | 43,355           | 21,627           | [ * 15 ] |
| 2005年（平成17年） | 43,294           | 21,625           | [ * 16 ] |
| 2006年（平成18年） | 43,386           | 21,652           | [ * 17 ] |
| 2007年（平成19年） | 43,987           | 22,000           | [ * 18 ] |
| 2008年（平成20年） | 44,668           | 22,351           | [ * 19 ] |
| 2009年（平成21年） | 44,329           | 22,184           | [ * 20 ] |
| 2010年（平成22年） | 43,382           | 21,723           | [ * 21 ] |
| 2011年（平成23年） | 42,287           | 21,232           | [ * 22 ] |
| 2012年（平成24年） | 43,091           | 21,510           | [ * 23 ] |
| 2013年（平成25年） | 43,643           | 21,868           | [ * 24 ] |
| 2014年（平成26年） | 42,451           | 21,269           | [ * 25 ] |
| 2015年（平成27年） | 43,369           | 21,721           | [ * 26 ] |
| 2016年（平成28年） | 44,202           | 22,145           | [ * 27 ] |
| 2017年（平成29年） | 44,573           | 22,323           | [ * 28 ] |
| 2018年（平成30年） | 44,959           | 22,532           | [ * 29 ] |
| 2019年（令和元年） | 44,893           | 22,467           | [ * 30 ] |
| 2020年（令和02年） | 33,457           |                  |          |
| 2021年（令和03年） | 35,354           |                  |          |
| 2022年（令和04年） | 38,002           |                  |          |
| 2023年（令和05年） | 39,751           |                  |          |
| 2024年（令和06年） | 41,728           |                  |          |

## 駅周辺

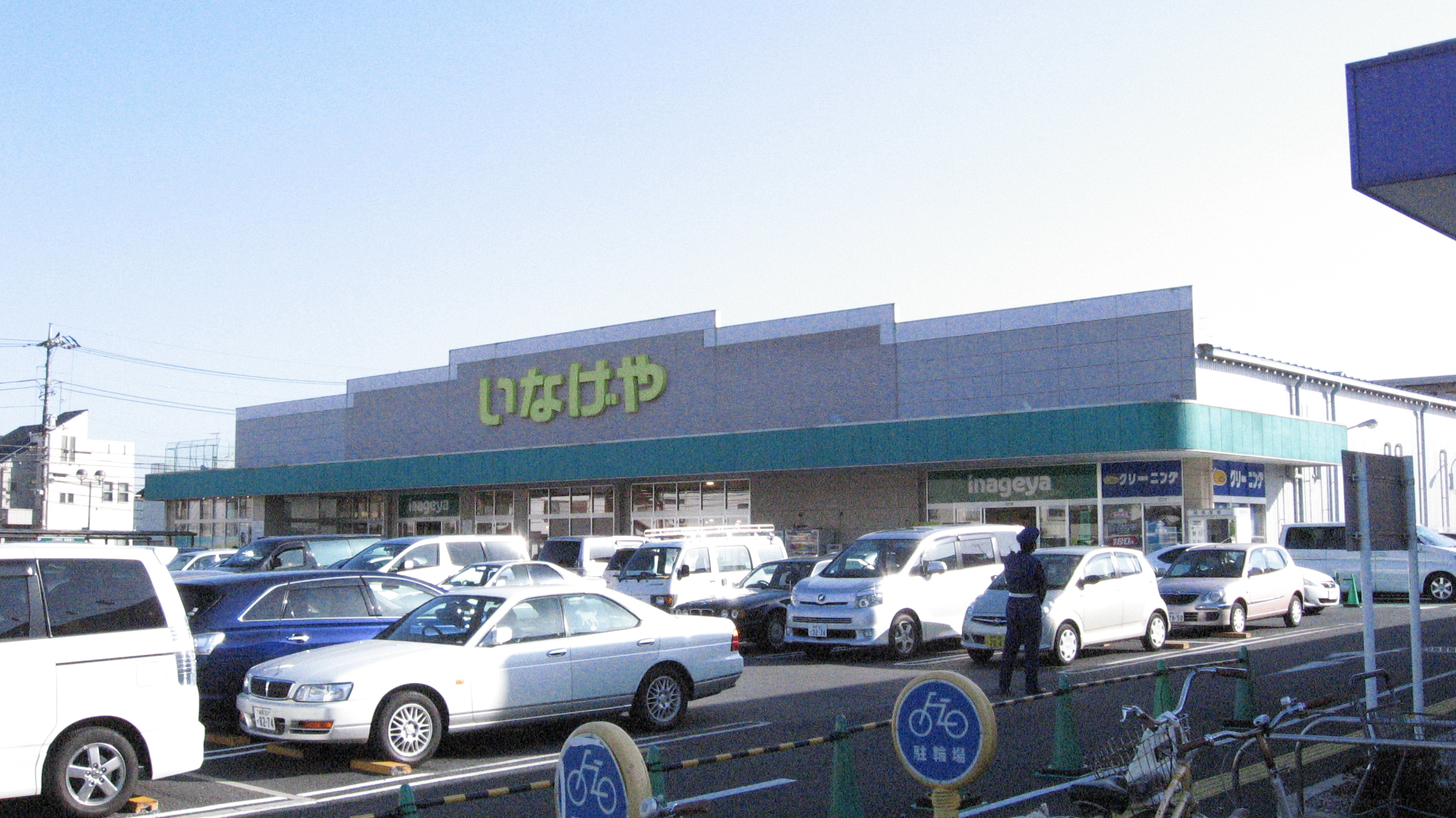
いなげや 練馬上石神井南店

駅周辺は商店などが密集する。駅北側にはバスロータリー（バス操車場）がある。駅南側にも若干のスペースがあるが、非常に狭い。
- 公共施設
  - 練馬区立上石神井児童館
  - 練馬区立上石神井体育館
  - 上石神井郵便局
- 交通機関
  - 西武鉄道上石神井車両基地
  - 西武バス上石神井営業所
  - 関東バス青梅街道営業所
- 商業施設
  - 西友 上石神井店
  - いなげや 練馬上石神井南店
  - ライフ 石神井台店
- 学校
  - 練馬区立上石神井小学校
  - 練馬区立上石神井中学校
  - 東京都立井草高等学校
  - 早稲田大学高等学院・中学部
- 道路
  - 青梅街道（東京都道・埼玉県道4号東京所沢線）
  - 新青梅街道（東京都道245号杉並田無線）
  - 千川通り（東京都道439号椎名町上石神井線）
- 金融機関
  - 三菱UFJ銀行 上石神井支店
  - きらぼし銀行
　上石神井支店（旧・八千代銀行上石神井支店）
　上石神井北支店（旧・東京都民銀行上石神井支店）

### バス路線
北口西武バス操車場内と南口駅前ロータリー奥にそれぞれ「上石神井駅」停留所があり、西武バスと関東バスにより運行される以下の路線が発着する。なお、のりば番号については関東バス公式サイト「関東バスナビ」で表示されている便宜上の番号であり、実際は停留所に番号は表記されていない。

#### 北口
西武バス操車場内（2番のりば）
- 西武バス
  - 吉60：石神井公園駅北口・谷原三丁目経由 成増町行き
  - 吉60-2：石神井公園駅北口経由 谷原三丁目行き ※土曜・休日のみ
  - 吉60-3：石神井公園駅北口行き ※平日のみ
  - 西03：大泉学園駅南口行き（西武バス・関東バスの共同運行）
  - 泉35-1・深夜バス：大泉学園駅南口経由 長久保行き
  - 吉60-1・泉35-3：西武車庫前行き
  - みどりバス関町ルート：武蔵関駅南口経由 関町福祉園行き / 練馬高野台駅経由 順天堂練馬病院行き

#### 南口
携帯電話販売店前（1番のりば）
- 関東バス
  - 西02：青梅街道営業所経由 西荻窪駅行き
  - 吉81：東京女子大前経由 吉祥寺駅行き
  - 青梅街道営業所行き

三菱UFJ銀行前（3番のりば）
- 西武バス
  - 吉60・吉60-1・吉60-2・吉60-3・吉60-4：吉祥寺通り入口経由 吉祥寺駅行き
- 西武バス・関東バス（共同運行）
  - 西03：青梅街道営業所経由 西荻窪駅行き（西武バス・関東バスの共同運行。ポールは関東バス所有[9]）

## 将来の計画
上石神井駅周辺地区は、西武新宿線の急行停車駅でもあることから練馬区南西部の拠点となっている。しかし、商店が密集しており、駅周辺の道路は狭隘で、かつ路線バスも通っている関係で危険な箇所もある。そのため、練馬区では周辺道路の整備、再開発、駅付近の立体交差化による開かずの踏切問題の解消を含めた構想を策定しているが、この地区を縦断する「東京外かく環状道路（以下、外環）」の計画による建築制限により、長期にわたってまちづくりの進展に制約を受けてきた。
こうした中、外環については、2009年4月には国および都より、地域の課題への「対応の方針」が示され、さらに2009年4月27日に開催された「第4回国土開発幹線自動車道建設会議」では、整備計画が了承された。
なお、外環の地上部街路（外環の2）については、2014年11月に都により鉄道の立体化を前提にした都市計画の変更が決定され、さらに2018年12月25日に都が、国から都市計画事業の認可を取得し、事業に着手した（千川通り〜新青梅街道間）。また駅周辺では、交通広場のスペースが確保されており、区が同日付で事業に着手した。
一方、西武新宿線の立体化に関しては、2021年11月26日、井荻駅から西武柳沢駅までの約5.1kmの区間で鉄道を高架化する都市計画が決定し、2024年3月6日に事業認可を受けて事業着手している。
これに伴い上石神井駅は現行の2面3線から上下線で待避可能な2面4線駅となる。

## 付記
- 1977年頃から、当駅以東の現行線の直下に急行線を増設して輸送力増強を図る計画を立てていたが、地下水脈などの難題も相次いで見つかり、当初の予算を大幅に上回ることや、景気低迷で輸送需要が予想以上に伸びなかったことなどの理由により、1995年に計画凍結、2021年に都市計画から削除された。詳細は「西武新宿線#複々線計画」を参照。
- かつて、多摩川線を武蔵境駅から当駅まで延伸する計画があった。詳細は「西武多摩川線#歴史」を参照。

## 隣の駅
西武鉄道
 新宿線
■拝島ライナー (土休日は下りのみ運転)・■快速急行（下りのみ運転）
通過
■通勤急行（上りのみ運転）・■急行
鷺ノ宮駅 (SS09) - 上石神井駅 (SS13) - 田無駅 (SS17)
■準急（当駅から武蔵関方各駅に停車）
鷺ノ宮駅 (SS09) - 上石神井駅 (SS13) - 武蔵関駅 (SS14)
■各駅停車
上井草駅 (SS12) - 上石神井駅 (SS13) - 武蔵関駅 (SS14)